# Strategische spoorlijn Steendorp - Vrasene
Strategische spoorlijn Steendorp-Vrasene was een Belgische spoorlijn tussen Rupelmonde en Vrasene. In tegenstelling tot wat de naam doet vermoeden, liep de spoorlijn niet tot Steendorp.
In 1914 werd deze lijn aangelegd om de forten van de Stelling van Antwerpen op de linkeroever van de Schelde te ontsluiten.

## Geschiedenis
Met de toenemende oorlogsdreiging in 1914 werd besloten om de buitenste fortengordel van Antwerpen te ontsluiten met een ringspoorweg. Op de rechteroever kwam de strategische spoorlijn Boom - Stabroek en dus moest er ook een lijn komen op de linkeroever. Hier werd een spoorlijn van Rupelmonde naar Doel over Kruibeke, Haasdonk, Vrasene en Kallo gepland. Een pontonbrug over de Schelde in Rupelmonde naar Schelle zou de verbinding maken naar de andere strategische lijn.
Eind juli startten de werken en vlak voor de Duitse bezetting was 13 km van Rupelmonde naar Vrasene klaar. Al in 1915 werd het tracé ten noorden van lijn 59 opgebroken. Voor de Duitsers was de lijn van weinig belang en ze geraakte tegen de wapenstilstand in onbruik. Na de oorlog was alleen nog het baanvak tot Haasdonk berijdbaar. In februari 1919 begon de EB met het opbreken van de lijn. Het leger protesteerde maar ging in juni 1920 akkoord met de opbraak.